# Gotland (đô thị)
Đô thị Gotland (tiếng Thụy Điển: Gotland kommun) là một đô thị ở hạt Gotland của Thụy Điển. Thủ phủ là thị xã Gotland. Dân số thời điểm 31 tháng 12 năm 2000 là 57313 người.